# Classe Matsu
La classe Matsu (松型駆逐艦?, Matsugata kuchikukan) era costituita da diciotto cacciatorpediniere e appartenne alla Marina imperiale giapponese.
Nacque dell'esigenza di disporre, in tempi brevi, di un gran numero di cacciatorpediniere adatti a proteggere i convogli e gli spostamenti della flotta da battaglia sia dagli aerei, sia dai sommergibili (principali cause di attrito e perdite per le unità giapponesi). Il progetto previde navi di fattura più semplice rispetto alle classi precedenti, con ampio uso di attrezzature essenziali, caldaie non particolarmente sofisticate e un notevole numero di armi contraeree, compreso l'armamento principale su tre cannoni Type 89 da 127 mm; al contrario, l'armamento silurante che era sempre stato una caratteristica saliente dei cacciatorpediniere giapponesi fu ridotto a solo quattro tubi da 610 mm e senza ricarica. Tra le unità a disporre di apparati radar sin dall'entrata in servizio, i Matsu operarono solo nell'ultimo anno della seconda guerra mondiale, molto spesso in pericolosi compiti di scorta ma avendo anche modo di partecipare alla battaglia del Golfo di Leyte. Sette esemplari furono distrutti in azione, compreso il capoclasse che, nell'agosto 1944, si sacrificò per consentire la dispersione dei mercantili che stava proteggendo. Delle unità sopravvissute alla seconda guerra mondiale, tre furono smantellate alla fine delle ostilità in quanto in pessime condizioni e otto furono spartite tra Stati Uniti, Unione Sovietica, Regno Unito e Repubblica cinese.

## Progetto
Alla fine del 1942 la Marina imperiale giapponese cominciò a lamentare l'assottigliamento del numero dei cacciatorpediniere di squadra disponibili e la calante qualità degli equipaggi, in particolare dopo le perdite tra le isole Salomone e in Nuova Guinea. Lo stato maggiore generale dell'arma aveva già richiesto e ottenuto navi delle nuove classi Yugumo, ottimizzata per l'impiego in alto mare e in battaglia, e Akizuki, pensate per irrobustire le difese contraeree della flotta; tuttavia il ritmo di immissione in servizio fu presto giudicato troppo lento: ogni esemplare di cacciatorpediniere di squadra richiedeva mediamente dodici-quattordici mesi per essere assemblato e reso operativo. L'ufficio tecnico della marina, perciò, avanzò l'idea di un cacciatorpediniere di dislocamento modesto (1 250 tonnellate), di 28 nodi di velocità e un'autonomia di 3 500 miglia sotto i 18 nodi; sarebbe stato armato per contrastare soprattutto sommergibili e aerei e sarebbe stato idoneo a trasportare truppe in zona di guerra, in modo tale da liberare i cacciatorpediniere più grandi da tali compiti e salvaguardarne sia il numero, sia l'efficienza. La progettazione prese avvio sullo scorcio dell'anno e gli ingegneri, che presero spunto dagli Yugumo, ebbero disposizione di dare priorità alla semplicità. Per prima cosa lo scafo fu accorciato a circa 100 metri, quindi i sistemi di controllo e manovra furono pensati per equipaggi con addestramento non elevato, si cercò di introdurre ove possibile profili diritti che avrebbero fatto a meno di complessi processi costruttivi, furono scelte caldaie di modello più economico rispetto a quelle sofisticate sino ad allora di vasto utilizzo. Inoltre, per la prima volta nei cacciatorpediniere giapponesi, caldaie e turbine furono distribuite in compartimenti autonomi, in modo tale che un solo colpo a segno non mettesse fuori uso l'intero apparato propulsore. All'inizio del 1943 il progetto riscosse l'approvazione dello stato maggiore navale che, comunque, insisté per e ottenne l'installazione di un impianto a sei tubi lanciasiluri da 610 mm, in modo tale da poter adoperare i Matsu con le formazioni da battaglia in caso di necessità. Questa installazione non fu sviluppata in tempo e, perciò, fu rimpiazzata da una standard quadrupla.
I Matsu rientravano nella categoria giapponese dell'epoca di "cacciatorpediniere di prima classe", ovvero naviglio silurante oltre le 1 000 tonnellate di dislocamento e in grado di operare in pieno oceano, ma rappresentavano anche il tentativo di realizzare un tipo di cacciatorpediniere polivalente, di economica e rapida produzione. L'accostamento fatto con i cacciatorpediniere di scorta della United States Navy, perciò, non è stato corretto tanto per la funzione tattica quanto per la dotazione offensiva, in genere superiore nella classe nipponica; piuttosto furono i kaibokan le vere controparti giapponesi dei vascelli di scorta americani.

## Caratteristiche tecniche

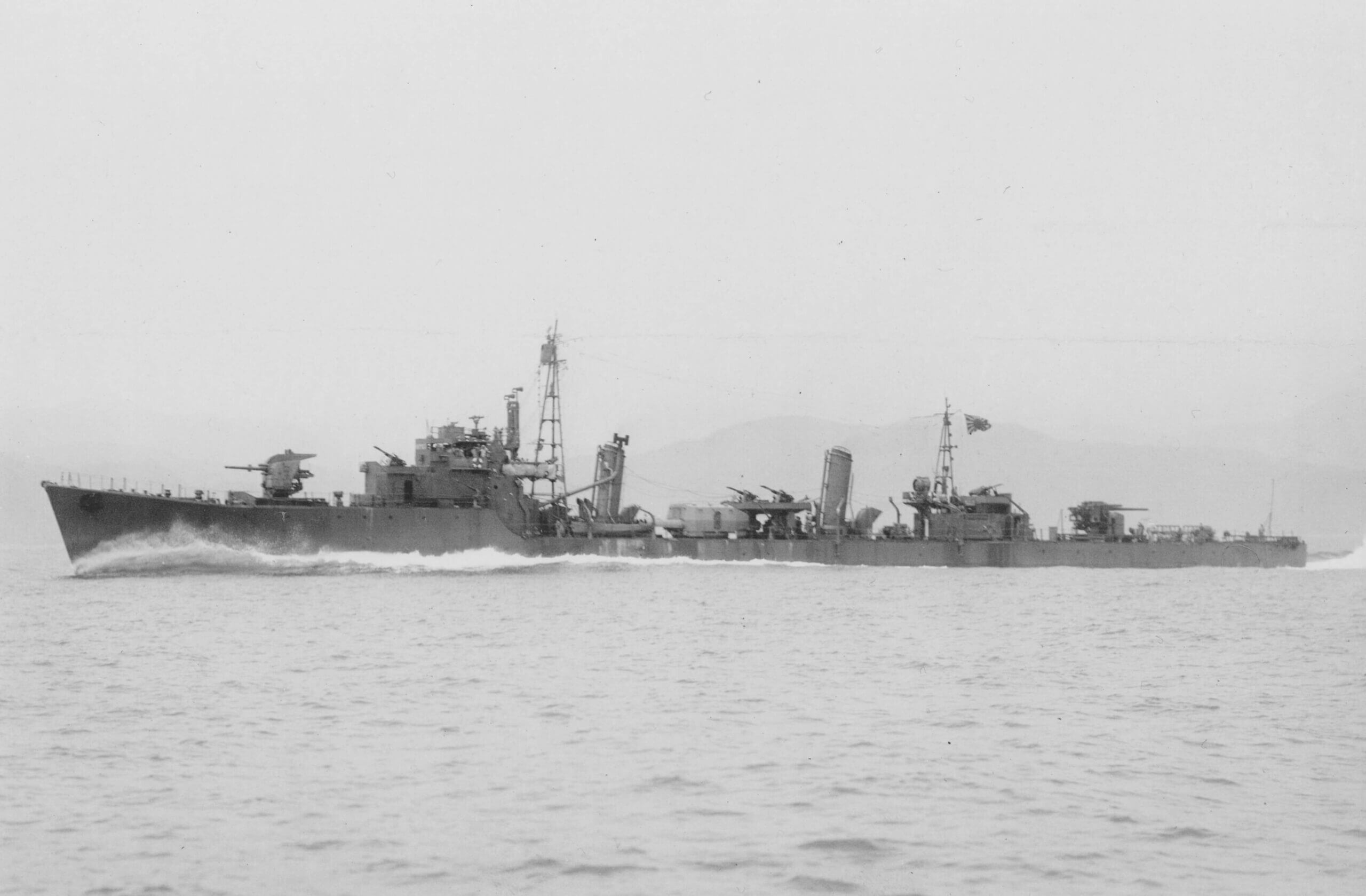
Il Momo alle prove di velocità mostra il profilo della classe

### Scafo e dotazioni
I cacciatorpediniere tipo Matsu presentavano una lunghezza tra le perpendicolari di 92,20 metri, alla linea di galleggiamento di 95/98 metri e una lunghezza fuori tutto di 100 metri. La larghezza massima dello scafo ammontava a 9,35 metri e il pescaggio era pari a 3,30 metri, per un dislocamento standard di 1 282 tonnellate. Alle prove in mare fu però rilevato un dislocamento di 1 530 tonnellate e, a pieno carico, la classe arrivò a 1 676 tonnellate. All'entrata in servizio l'equipaggio di ogni nave era formato da 210 uomini tra ufficiali, sottufficiali e marinai.
Lo scafo ospitava quattro lance di salvataggio in fasciame, due sulla destra e a babordo del fumaiolo anteriore e l'altra coppia a poppavia, nei pressi del fumaiolo posteriore: tutte e quattro erano fissate direttamente al ponte di coperta. Le alberature, più compatte rispetto ai precedenti cacciatorpediniere, consistevano in un albero prodiero tripode, situato dietro la tozza torre di comando, e in un albero di maestra tripode di altezza inferiore, che si elevava dal basso castello di poppa situato dietro all'installazione d'artiglieria di poppa. Sempre sul tetto di questa sovrastruttura era stata aggiunta una piattaforma circolare, ospitante un proiettore da ricerca e un radiogoniometro.

### Impianto propulsivo
L'apparato motore dei Matsu si discostava nettamente dalla prassi adottata dalla Marina imperiale per i propri cacciatorpediniere sin dalla fine degli anni 1920. Si componeva di due sole caldaie Kampon, che non facevano uso di vapore surriscaldato, e di due turbine a ingranaggi a vapore Kampon; a queste erano vincolati due alberi motore dotati di elica. I macchinari formavano due coppie caldaia-turbina, collocate ciascuna su un lato dello scafo, in posizioni sfalsate e in compartimenti separati: gli scarichi furono comunque convogliati in due fumaioli cilindrici realizzati lungo l'asse longitudinale dello scafo (uno per ogni caldaia). La potenza totale arrivava a 19 000 shp, sufficiente per raggiungere i 27,75 nodi di velocità massima (52,73 km/h). L'impianto era alimentato a olio combustibile, la cui riserva di bordo ammontava a 376 tonnellate, e permetteva di percorrere 4 680 miglia nautiche alla velocità di crociera di 16 nodi (poco più di 8 667 chilometri a 30,4 km/h).

### Armamento

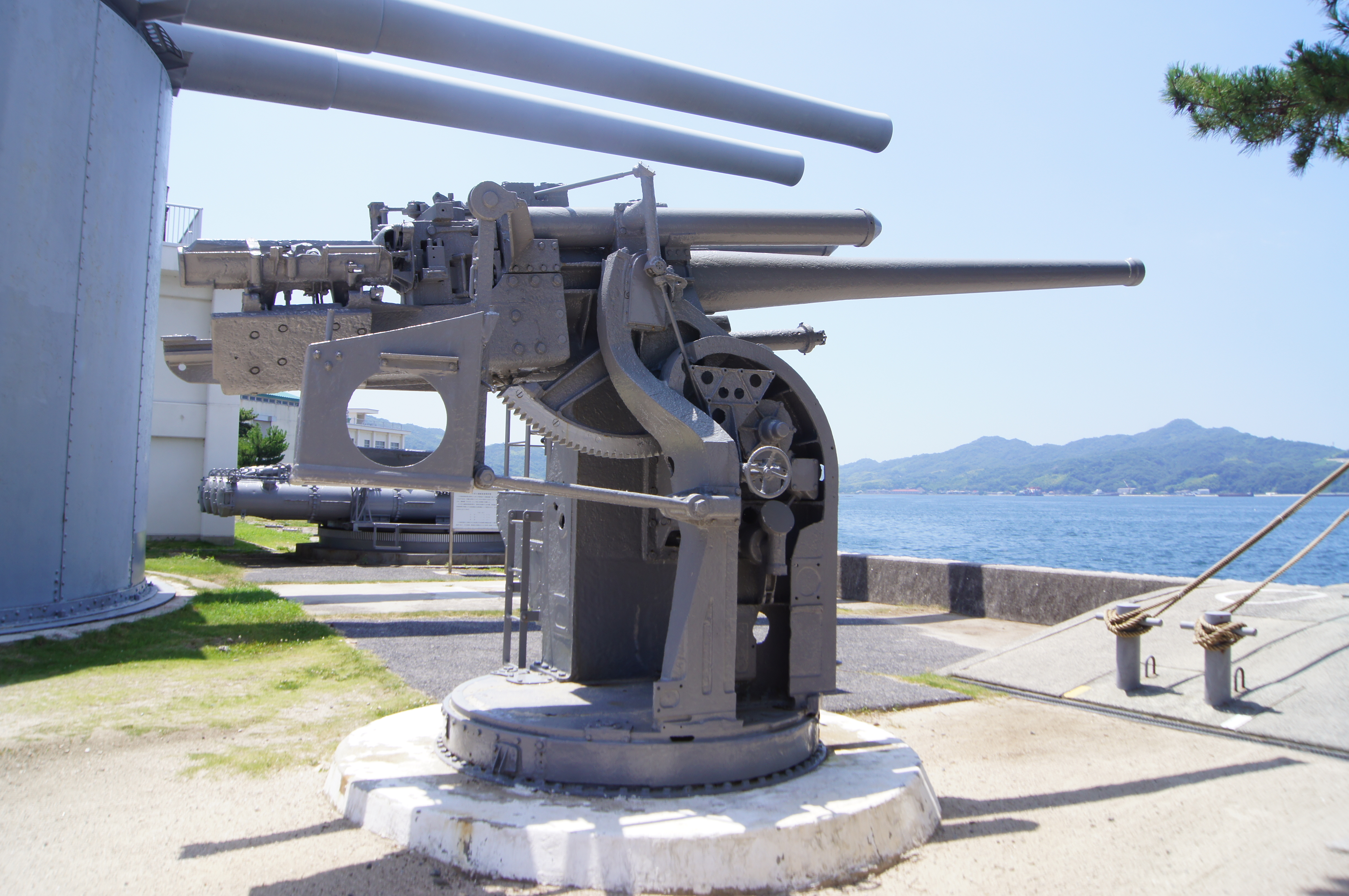
Il cannone contraereo/antinave Type 89 da 127 mm su affusto individuale: i Matsu imbarcavano tre di queste armi

La dotazione offensiva della classe rispondeva alle nuove esigenze imposte dalla guerra aeronavale nell'oceano Pacifico e abbandonò la classica impostazione per i soli combattimenti di superficie. L'artiglieria era formata da tre cannoni Type 89 da 127 mm L/40, di cui uno a prua su affusto B1 con una parziale scudatura anteriore e laterale, gli altri due a poppa su un affusto binato B1 Mod. 4, totalmente sprovvisto di corazzatura; tali installazioni potevano essere brandeggiate su un arco di 150° e coprivano 16° d'alzo al secondo. Il Type 89 era infatti un pezzo contraereo pensato per il naviglio pesante, dalle assai discrete prestazioni e impiegabile senza problemi contro bersagli navali: ecco perché era stato scelto quale armamento primario dei Matsu. Il cannone sparava un proietto di 23 chili alla velocità iniziale di 774 m/s alla distanza massima di circa 13 200 metri (sebbene la gittata effettiva si aggirasse sui 7 400 metri) e con un rateo di fuoco di 11-12 colpi al minuto; la sua efficacia venne però a essere ridotta dall'assenza, a bordo dei cacciatorpediniere, di un qualsiasi direttore del tiro per azioni di fuoco ad alzo elevato. Al contrario, un telemetro e un direttore del tiro, deputati alla coordinazione dei Type 89 per fuoco teso, erano presenti sul tetto della torre di comando. Le capacità di difesa antiaerea erano incrementate da venti cannoni automatici Type 96 da 25 mm L/60. Dodici di questi pezzi erano stati organizzati in quattro impianti tripli, dei quali uno tra le sovrastrutture anteriori e il Type 89 prodiero su apposito ballatoio, due su una piattaforma rialzata a mezzanave alle spalle della bancata di tubi lanciasiluri, il quarto sulla sovrastruttura poppiera. Gli altri otto Type 96 erano stati distribuiti, ciascuno su affusto singolo, lungo il perimetro del ponte di coperta. Queste armi erano afflitte da alcuni problemi, quali ad esempio le vibrazioni e le esagerate vampate durante le operazioni di sparo, oppure la necessità di cambiare i poco capienti caricatori: considerata la rapida evoluzione dell'aeronautica militare durante la seconda guerra mondiale, divennero progressivamente sempre più inefficaci.

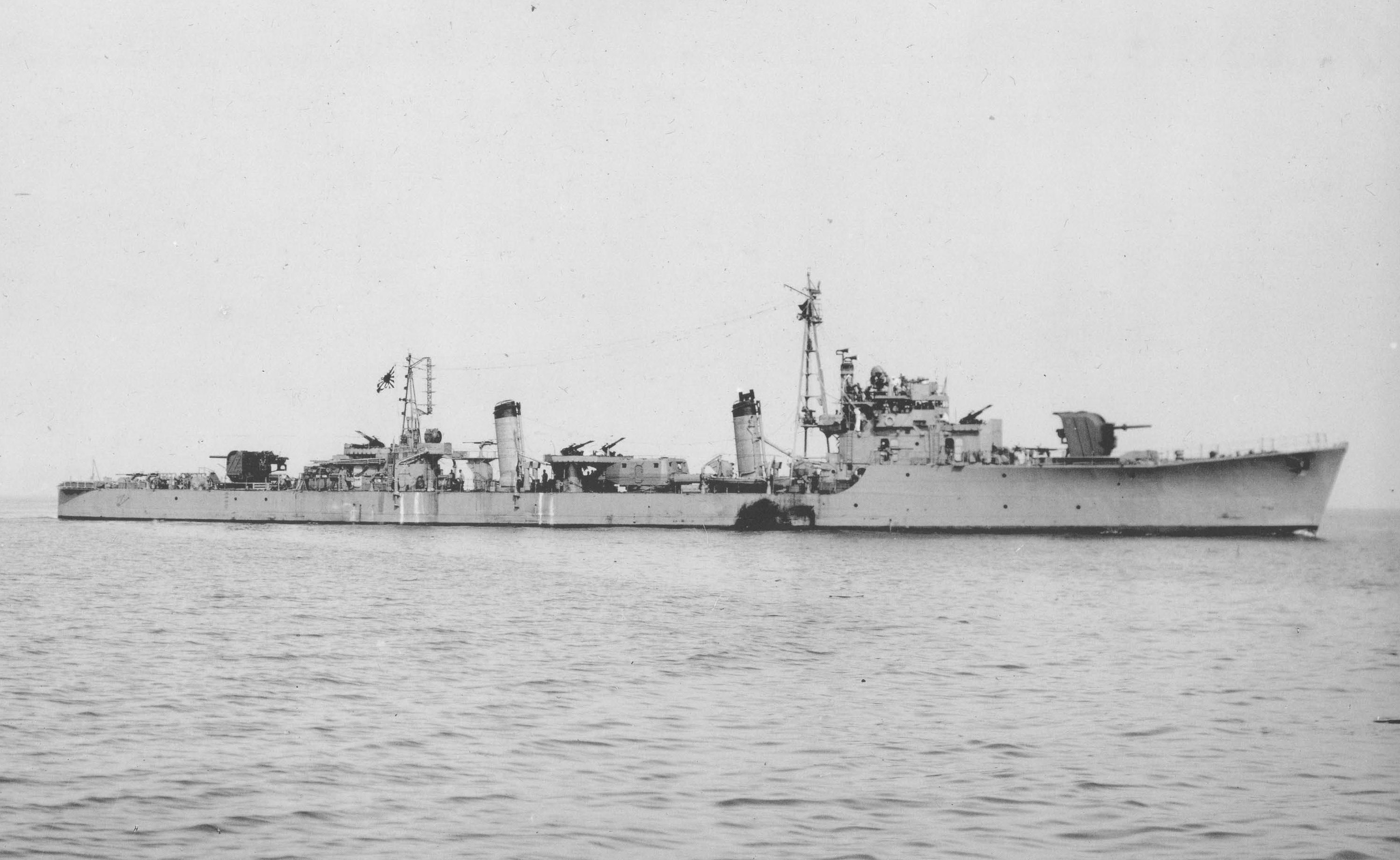
Questa immagine del Momi consente di apprezzare il gran numero di Type 96 da 25 mm presente sulla classe: si riconoscono gli impianti tripli e si possono scorgere anche diversi dei cannoni singoli, in specie quello tra fumaiolo e proiettore

Nel giardinetto furono concentrati gli equipaggiamenti rivolti alla lotta antisommergibile, un grande punto debole di tutti i cacciatorpediniere predecessori. I Matsu ebbero a disposizione due rampe, due lanciatori Type 94 e quattro postazioni di caricamento Type 3, progettate per rendere più rapidi gli attacchi a battelli nemici. La scorta di bombe di profondità ammontava a 36 ordigni e per rintracciare i bersagli era disponibile un sonar Type 93.
Tra i fumaioli fu sistemata una singola installazione quadrinata Type 92 da 610 mm, che poteva contare solo sui quattro siluri pronti nei tubi dato che non fu prevista alcuna ricarica. L'ordigno in questione era il noto Type 93, introdotto con la classe Hatsuharu e propulso a ossigeno puro, il che garantiva grande autonomia, notevole spinta e anche una scarsa scia di bolle (molto più evidente se si adoperava l'aria compressa come propellente). Il Type 93 era lungo circa 9 metri e pesava 2 700 chili, compresa la testata di guerra da 490 chili di alto esplosivo, di gran lunga maggiore rispetto a quella in uso sul Mark 15 statunitense; poteva essere lanciato alla velocità di 48, 40 o 36 nodi e raggiungere rispettivamente una portata di 20 000, 32 000 e 40 000 metri. Anche in questi casi il Type 93 rivelò di avere un raggio d'azione superiore alle armi americane e, in generale, rimase insuperato sino alla conclusione della seconda guerra mondiale. L'affusto Type 92 era scudato e brandeggiabile grazie a motori elettrici incorporati.
Tutti gli esemplari entrarono in servizio con un radar Type 22 per bersagli di superficie e, eccettuata la prima mezza dozzina di navi, con un radar Type 13 specifico per la ricerca aerea. Il primo apparato era solitamente piazzato su una piccola piattaforma a sua volta saldata all'albero tripode prodiero, opportunamente rafforzato: sotto alla piattaforma era quindi costruito un ambiente per gli operatori. Il radar in sé presentava due antenne, aveva un raggio massimo di poco meno di 70 chilometri ed era capace di individuare bersagli grandi come una nave da battaglia fino a 35 chilometri; tuttavia non era abbastanza accurato per fornire dati sicuri all'artiglieria durante un combattimento. Il radar Type 13 fu invece vincolato all'albero di maestra ed era sostanzialmente formato da una lunga antenna "a pioli", in grado di localizzare un aereo solitario entro 58 chilometri circa e una formazione a 100 chilometri circa dalla nave. Il suo raggio massimo arrivava a oltre 170 chilometri.

## Costruzione
La classe Matsu fu ordinata in ventotto esemplari e frettolosamente inserita nel programma navale modificato del 1942; i costi economici furono concentrati nell'anno fiscale 1944. Le navi ebbero numeri di scafo compresi tra 5481 e 5509, ma nel corso del 1943 la commessa per gli ultimi dieci cacciatorpediniere fu annullata e rimpiazzata da un'altra di uguale consistenza per la derivata classe Tachibana: la classe Matsu fu così prodotta in diciotto unità. Alla costruzione parteciparono l'arsenale militare di Yokosuka, che si aggiudicò sette esemplari, la ditta Fujinagata, che varò sei esemplari nei suoi cantieri di Osaka, e infine l'arsenale militare di Maizuru che curò l'allestimento di cinque unità. Gli esemplari furono impostati tra l'agosto 1943 e l'agosto 1944, varati tra il febbraio e il novembre 1944 e completati tra l'aprile 1944 e il gennaio 1945.
I processi costruttivi videro un molto intenso utilizzo della saldatura ad arco elettrica che, unita alle linee semplici del progetto, consentì una decisa contrazione dei tempi di lavoro: infatti, eccettuato il capoclasse e giusto il primo paio di esemplari, i Matsu furono completati e immessi in servizio a distanza di cinque-sei mesi dall'impostazione sullo scalo.

## Unità
| Nome    | Cantiere           | Impostazione         | Varo              | Completamento        | Destino finale                                                                                 |
| ------- | ------------------ | -------------------- | ----------------- | -------------------- | ---------------------------------------------------------------------------------------------- |
| Matsu   | Maizuru            | 8 agosto 1943        | 3 febbraio 1944   | 28 aprile 1944       | Affondato il 4 agosto 1944 da navi statunitensi a nord-ovest di Chichi-jima (27°40′N 141°48′E) |
| Momo    | Maizuru            | 5 novembre 1943      | 25 marzo 1944     | 10 giugno 1944       | Affondato il 15 dicembre 1944 da un sommergibile a ovest-sudovest di Luzon (16°00′N 117°39′E)  |
| Take    | Yokosuka           | 15 o 25 ottobre 1943 | 28 marzo 1944     | 16 giugno 1944       | Ceduto il 16 luglio 1947 al Regno Unito                                                        |
| Ume     | Fujinagata (Osaka) | 1º dicembre 1943     | 24 aprile 1944    | 28 giugno 1944       | Affondato il 31 gennaio 1945 da attacco aereo a sud di Formosa (22°30′N 120°00′E)              |
| Kuwa    | Fujinagata (Osaka) | 20 dicembre 1943     | 25 maggio 1944    | 25 luglio 1944       | Affondato il 3 dicembre 1944 da navi statunitensi a sud di Ormoc (10°50′N 124°35′E)            |
| Kiri    | Yokosuka           | 1º febbraio 1944     | 27 maggio 1944    | 14 agosto 1944       | Ceduto il 29 luglio 1947 all'Unione Sovietica                                                  |
| Maki    | Maizuru            | 19 febbraio 1944     | 10 giugno 1944    | 10 agosto 1944       | Ceduto il 14 agosto 1947 al Regno Unito                                                        |
| Momi    | Yokosuka           | 1º febbraio 1944     | 16 giugno 1944    | 3 o 7 settembre 1944 | Affondato il 4 gennaio 1945 da attacco aereo a ovest-sudovest di Manila (14°00′N 120°20′E)     |
| Sugi    | Fujinagata (Osaka) | 25 febbraio 1944     | 3 luglio 1944     | 25 agosto 1944       | Ceduto il 31 luglio 1947 alla Repubblica nazionalista cinese                                   |
| Hinoki  | Yokosuka           | 4 marzo 1944         | 4 luglio 1944     | 30 settembre 1944    | Affondato il 7 gennaio 1945 da navi statunitensi a ovest di Manila (14°30′N 119°30′E)          |
| Kaede   | Yokosuka           | 4 marzo 1944         | 25 luglio 1944    | 30 ottobre 1944      | Ceduto il 6 luglio 1947 alla Repubblica nazionalista cinese                                    |
| Kaya    | Maizuru            | 10 aprile 1944       | 30 luglio 1944    | 30 settembre 1944    | Ceduto il 5 luglio 1947 all'Unione Sovietica                                                   |
| Kashi   | Fujinagata (Osaka) | 5 maggio 1944        | 13 agosto 1944    | 30 settembre 1944    | Ceduto il 7 agosto 1947 agli Stati Uniti                                                       |
| Sakura  | Yokosuka           | 2 giugno 1944        | 6 settembre 1944  | 25 novembre 1944     | Affondato l'11 luglio 1945 da una mina a Osaka (34°36′N 135°28′E)                              |
| Tsubaki | Maizuru            | 20 giugno 1944       | 30 settembre 1944 | 30 novembre 1944     | Avviato alla demolizione il 28 luglio 1948                                                     |
| Keyaki  | Yokosuka           | 22 giugno 1944       | 30 settembre 1944 | 15 dicembre 1944     | Ceduto il 5 luglio 1947 agli Stati Uniti                                                       |
| Nara    | Fujinagata (Osaka) | 10 giugno 1944       | 12 ottobre 1944   | 26 novembre 1944     | Avviato alla demolizione il 1º luglio 1948                                                     |
| Yanagi  | Fujinagata (Osaka) | 20 agosto 1944       | 25 novembre 1944  | 18 gennaio 1945      | Avviato alla demolizione nel 1946                                                              |

## Modifiche al progetto
Dato che la classe prestò servizio effettivo per un anno circa, in contemporanea con l'ancora più essenziale classe Tachibana e con già tutte le attrezzature ritenute necessarie a espletare i compiti richiesti, furono relativamente poche le modifiche cui andò incontro. I primi esemplari della serie, se sopravvissuti ben dentro al 1944, ricevettero il radar Type 13 sull'albero di maestra; tutte le unità arrivate all'inverno di quell'anno, inoltre, arricchirono la contraerea con cinque cannoni Type 96 da 25 mm su affusto singolo, uno dei quali piazzato tra il secondo fumaiolo, la sovrastruttura poppiera e su una piattaforma rialzata, che fu aggiunta all'uopo al centro dello scafo. Gli esemplari di più tarda produzione montarono direttamente in cantiere sia la contraerea aggiuntiva, sia l'apparato Type 13. Nel 1945 la riserva di bombe di profondità fu incrementata a sessanta (aumento che interessò le ultime navi nella fase costruttiva finale) e, quello stesso anno, il Take fu equipaggiato a poppa con sistemi di lancio per due siluri umani kaiten. Si trattò dell'unica conversione del genere nella classe.